# Sundsjön (Bodums socken, Ångermanland)
Sundsjön är en sjö i Strömsunds kommun i Ångermanland och ingår i Ångermanälvens huvudavrinningsområde. Sjön har en area på 4,03 kvadratkilometer och ligger 260,1 meter över havet. Sjön avvattnas av vattendraget Näsån (Långselån).

## Delavrinningsområde
Sundsjön ingår i det delavrinningsområde (711468-152374) som SMHI kallar för Utloppet av Sundsjön. Medelhöjden är 305 meter över havet och ytan är 26,34 kvadratkilometer. Räknas de 232 avrinningsområdena uppströms in blir den ackumulerade arean 2 543,32 kvadratkilometer. Näsån (Långselån) som avvattnar avrinningsområdet har biflödesordning 3, vilket innebär att vattnet flödar genom totalt 3 vattendrag innan det når havet efter 192 kilometer. Avrinningsområdet består mestadels av skog (70 procent). Avrinningsområdet har 4,04 kvadratkilometer vattenytor vilket ger det en sjöprocent på 15,3 procent.